# Shanice
Shanice Lorraine Wilson-Knox känd professionellt som enbart Shanice är en amerikansk, prisbelönt[källa behövs] R&B-sångerska, låtskrivare och skådespelerska, född den 14 maj 1973 i Pittsburgh. 
Vid 14 års ålder skrev Shanice på för A&M Records och släppte sedan sitt debutalbum Discovery år 1987. Albumet klarade aldrig att ta sig upp ur de nedre regionerna på USA:s albumlista Billboard 200 men hade betydligt större framgång på R&B-listan där den klättrade till en 37:e plats. Dess ledande singel "(Baby Tell Me) Can You Dance" nådde plats 50 på Billboard Hot 100 och klättrade till en 6:e plats på USA:s R&B-lista. Följaktligen bytte sångerskan skivbolag och signerade under Motown Records. Sångerskans hittills framgångsrikaste album, Inner Child släpptes i november, 1991 och blev en internationell succé med topp-20 placeringar i Sverige, Norge och Schweiz. I USA etablerades Shanice som en av USA:s mest lovande tonårsstjärnor att framträda under tidiga 90-talet. Skivan framhävde en rad framgångsrika singlar däribland första singeln "I Love Your Smile" som blev en internationell smashhit på de flesta listor som låten låg på. De senare singlarna "I'm Cryin'" och "Silent Prayer" blev båda dunder-hits på USA:s R&B-lista. Följande år gick Shanice in i studion för att spela in flera soundtracks till olika TV-produktioner. Detta ledde till ännu en hit; "Saving Forever for You", musik till TV-serien Beverly Hills, 90210.
Sångerskans senare diskografi har sedan dess inte nått lika stora kommersiella framgångar. 1994 släpptes sångerskans tredje studioalbum 21... Ways to Grow som till dato blir hennes lägst-säljande album. Efter ett skivbolagsbyte till LaFace Records släpptes sångerskans fjärde studioalbum, Shanice, som framhävde hennes största singel på över 6 år. Trots att låten, "When I Close My Eyes", klättrade till en 4:e plats på USA:s R&B-lista misslyckades senare singlar att matcha liknande framgångar varför Shanices "comeback" enbart skapade kortvarig publicitet under 1999. Sångerskans femte och senaste musikalbum, Every Woman Dreams, släpptes under sångerskans eget skivbolag Imajah Records år 2006. 

## Diskografi
| Studioalbum - 1987: Discovery - 1991: Inner Child - 1994: 21... Ways to Grow - 1999: Shanice - 2006: Every Woman Dreams | Övriga album - 1999: Ultimate Collection |